# Paris andra arrondissement

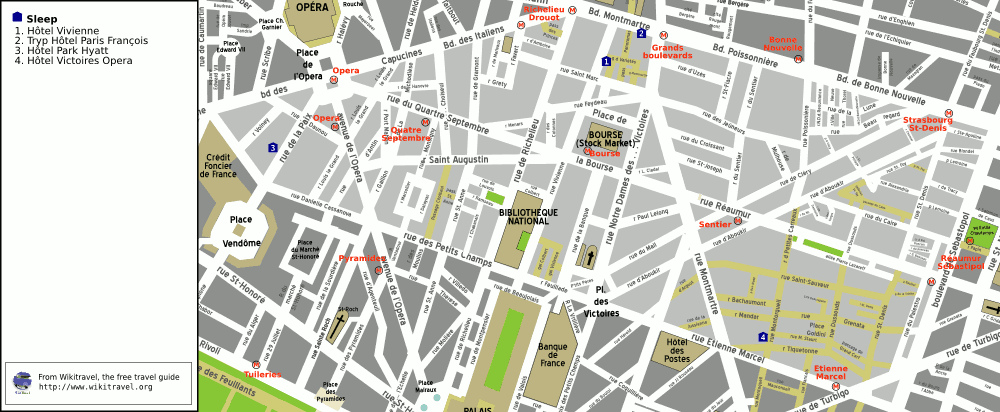
Karta över 2:a arrondissementet

Paris andra arrondissement (Bourse) är ett av Paris 20 arrondissement. Det är beläget omedelbart norr om 1:a arrondissementet och väster om 3:e arrondissementet. I övrigt omges det av 4:e, 8:e, 9:e och 10:e arrondissementen.
Andra arrondissementet består av fyra delar: Quartier Gaillon (kvarter 5), Quartier Vivienne (kvarter 6), Quartier du Mail (kvarter 7) och Quartier de Bonne-Nouvelle (kvarter 8).
Vid folkräkningen 1999 hade arrondissementet 19 585 invånare. Det motsvarar en befolkningstäthet på 19 783 invånare per km². Ytan är 99 hektar (0,99 km²). Arrondissementet är det till ytan minsta i Paris.
Tillsammans med 8:e och 9:e arrondissementen utgör 2:a arrondissementet det viktigaste affärs- och finansdistriktet i staden.

## Sevärdheter
- Notre-Dame de Bonne-Nouvelle
- Notre-Dame-des-Victoires
- Opéra-Comique
- Paris gamla börshus (franskt namn Bourse de Paris)
- Passage des Panoramas

## Viktiga platser
- Place de l'Opéra
- Place des Victoires